# Championnat d'Ouzbékistan de football 2017
Navigation
Saison précédente Saison suivante
La saison 2017 du Championnat d'Ouzbékistan de football est la vingt-cinquième édition de la première division en Ouzbékistan, organisée sous forme de poule unique, l'Oliy Liga, où toutes les équipes se rencontrent deux fois au cours de la saison. En fin de saison, le dernier du classement est relégué tandis que l’avant-dernier doit disputer un barrage de promotion-relégation.
C'est le Lokomotiv Tachkent, tenant du titre, qui remporte à nouveau la compétition cette saison après avoir terminé en tête du classement final, avec huit points d'avance sur Nasaf Qarshi et onze sur le Pakhtakor Tachkent. C'est le second titre de champion d'Ouzbékistan de l'histoire du club, qui réussit même le doublé en s'imposant en finale de la Coupe d'Ouzbékistan face au FK Bunyodkor.
A l'issue du championnat, la fédération décide de réduire le nombre de clubs engagés en compétition, de 16 à 12. Par conséquent, les cinq derniers du classement sont relégués et seul le champion de Birinchi Liga est promu.

## Qualifications continentales
Trois places en Ligue des champions de l'AFC sont attribuées en fin de saison : le premier se qualifie pour la phase de groupes de la compétition, les deuxième et troisième obtiennent leur billet pour les barrages de cette même compétition.

## Clubs participants
- Pakhtakor Tachkent
- Neftchi Ferghana
- FK Bunyodkor
- Navbahor Namangan
- FK Bukhara
- Mash'al Mubarek
- PFK Shurtan Guzar
- PFK Dinamo Samarqand - Promu de Birinchi Liga
- Kokand 1912
- FK Kyzylkum Zarafshan
- FK AGMK
- Lokomotiv Tachkent
- FK Obod Tachkent
- Nasaf Qarshi
- Metallurg Bekabad
- Sogdiana Jizzakh

## Compétition
Le barème de points servant à établir le classement se décompose ainsi :
- Victoire : 3 points
- Match nul : 1 point
- Défaite : 0 point

### Classement
| Rang | Équipe                 | Pts | J  | G  | N  | P  | Bp | Bc | Diff |
| ---- | ---------------------- | --- | -- | -- | -- | -- | -- | -- | ---- |
| 1    | Lokomotiv Tachkent'T'C | 70  | 30 | 22 | 4  | 4  | 67 | 20 | +47  |
| 2    | Nasaf Qarshi           | 62  | 30 | 20 | 2  | 8  | 56 | 18 | +38  |
| 3    | Pakhtakor Tachkent     | 59  | 30 | 18 | 5  | 7  | 44 | 28 | +16  |
| 4    | FC Bunyodkor           | 52  | 30 | 14 | 10 | 6  | 47 | 29 | +18  |
| 5    | Navbahor Namangan      | 46  | 30 | 12 | 10 | 8  | 40 | 37 | +3   |
| 6    | FK Bukhara             | 46  | 30 | 13 | 7  | 10 | 42 | 40 | +2   |
| 7    | Mash'al Mubarek        | 44  | 30 | 12 | 8  | 10 | 37 | 31 | +6   |
| 8    | FK AGMK                | 44  | 30 | 12 | 8  | 10 | 31 | 32 | -1   |
| 9    | Kokand 1912            | 41  | 30 | 11 | 8  | 11 | 42 | 47 | -5   |
| 10   | Metallurg Bekabad      | 40  | 30 | 12 | 4  | 14 | 40 | 39 | +1   |
| 11   | Qizilqum Zarafshon     | 37  | 30 | 9  | 10 | 11 | 31 | 40 | -9   |
| 12   | PFK Dinamo SamarqandP  | 32  | 30 | 8  | 8  | 14 | 21 | 35 | -14  |
| 13   | Sogdiana Jizzakh       | 31  | 30 | 8  | 7  | 15 | 33 | 51 | -18  |
| 14   | PFK Shurtan Guzar      | 27  | 30 | 8  | 3  | 19 | 28 | 52 | -24  |
| 15   | Neftchi Ferghana       | 27  | 30 | 6  | 9  | 15 | 23 | 48 | -25  |
| 16   | FK Obod Tachkent       | 9   | 30 | 2  | 3  | 25 | 15 | 52 | -37  |

|  | Qualification pour la Ligue des champions de l'AFC 2018                                |
|  | Qualification pour le tour préliminaire de la Ligue des champions de l'AFC 2018        |
|  | Relégation directe en Birinchi Liga                                                    |
|  | T : Tenant du titre C : Vainqueur de la Coupe d'Ouzbékistan P : Promu de Birinchi Liga |

- Le FK Obod Tachkent déclare forfait à l'issue de la 23e journée. Les rencontres restantes à disputer sont perdues sur tapis vert sur le score de 0-0.

## Bilan de la saison
| Championnat d'Ouzbékistan de football 2017            |                                                                                           |
| Champion                                              | Lokomotiv Tachkent (2e titre)                                                             |
| Coupes et trophées                                    |                                                                                           |
| Vainqueur de la Coupe d'Ouzbékistan 2017              | Lokomotiv Tachkent                                                                        |
| Qualifications continentales                          |                                                                                           |
| Ligue des champions de l'AFC 2018                     | Lokomotiv Tachkent                                                                        |
| Ligue des champions de l'AFC 2018 (tour préliminaire) | Nasaf Qarshi                                                                              |
| Ligue des champions de l'AFC 2018 (tour préliminaire) | Pakhtakor Tachkent                                                                        |
| Promotions et relégations                             |                                                                                           |
| Promus en Oliy Liga                                   | Sementchi Quvasay                                                                         |
| Relégués en Birinchi Liga                             | PFK Dinamo Samarqand Sogdiana Jizzakh PFK Shurtan Guzar Neftchi Ferghana FK Obod Tachkent |